# 帖睦爾普化
帖睦爾普化（？—1351年），又作铁木兒补化、帖木儿不花、帖木儿补化、帖睦尔补化，是高昌回鶻亦都護紐林·的斤之长子，高昌王，元朝丞相。
1283年左右，察合台汗国大汗都哇又攻哈密力，火赤哈儿·的斤被杀。高昌地区失陷于察合台汗国。紐林·的斤流亡甘肃永昌。元朝大德年间，帖睦爾普化尚阔端孙女朵儿只思蛮公主为妻。至大元年（1308年），紐林·的斤被元武宗册封为亦都護。帖睦爾普化随父入觐武宗，充宿卫，领大都护事，后出为巩昌（今甘肃陇西）等处都总帅达鲁花赤。延祐三年（1316年），紐林·的斤又被元仁宗册封为高昌王，紐林·的斤虽然想恢复故土，但是力不从心。元世祖忽必烈将元太宗窝阔台的孙女不鲁罕、八卜叉嫁给紐林·的斤。八卜叉有二子帖睦爾普化、籛吉。八卜叉死后，又娶安西王之女兀剌真，生太平奴。
1318年（延祐五年），父亲紐林·的斤去世，帖睦爾普化在大都任职，想让叔父钦察台继承高昌王。钦察台力辞，帖睦爾普化嗣为亦都护高昌王。至治年间，领甘肃诸军，仍治其部。泰定年间召还大都，与威顺王宽彻不花、宣靖王买奴、靖安王阔不花分镇襄阳。不久拜开府仪同三司、湖广行省平章政事。从此，畏兀儿之地归由察合台后王管辖。
1328年（天历元年），元文宗召他至京师大都（今北京），助文宗登基，平上都之难。当时湖广左丞陷害帖睦爾普化，诏命诛杀左丞。帖木兒补化为他申请：“是诚有罪，然不至死。”时人服其雅量。拜开府仪同三司、上柱国、录军国重事、知枢密院事。第二年正月，以旧官勋封拜中书左丞相。三月，加太子詹事；十月，拜御史大夫。让其弟籛吉嗣为亦都护高昌王。元顺帝至元六年（1340年），拜中书左丞相，监修国史，至正六年（1346年）罢。
陶宗仪《辍耕录》记载:“太师伯颜擅权之日，郯王彻彻都、高昌王帖木儿不花皆以无罪杀。”《庚申外史》认为是至正十一年（1351年），脱脱诬以谋害大罪，将他杀死。并株连其弟亦都护太平奴。

## 延伸阅读
[在维基数据编辑]
 《新元史/卷116》，出自柯劭忞《新元史》